# Mehdi Esadiq
Mehdi Esadiq –en árabe, مهدي الصديق– (nacido el 31 de mayo de 1986) es un deportista marroquí que compite en triatlón. Ganó una medalla en los Juegos Panafricanos de 2019, y dos medallas en el Campeonato Africano de Triatlón en los años 2019 y 2021.

## Palmarés internacional
| Juegos Panafricanos | Juegos Panafricanos     | Juegos Panafricanos | Juegos Panafricanos |
| Año                 | Lugar                   | Medalla             | Prueba              |
| ------------------- | ----------------------- | ------------------- | ------------------- |
| 2019                | Rabat (Marruecos)       | Medalla de plata    | Individual          |
| Campeonato Africano |                         |                     |                     |
| Año                 | Lugar                   | Medalla             | Prueba              |
| 2019                | Shandrani (Mauricio)    | Medalla de bronce   | Individual          |
| 2021                | Sharm el-Sheij (Egipto) | Medalla de oro      | Relevo mixto        |